# كريس برييتو
كريس برييتو (بالإنجليزية: Chris Prieto)‏ هو لاعب كرة قاعدة أمريكي، ولد في 24 أغسطس 1972 في كارميل-بي-ثي-سي في الولايات المتحدة.

## وصلات خارجية
- كريس برييتو على موقع دوري كرة القاعدة الرئيسي (الإنجليزية)
- كريس برييتو على موقعبيزبول رفرنس.كوم (الدوري الرئيسي) (الإنجليزية)
- كريس برييتو على موقعبيزبول رفرنس.كوم (الدوري الثانوي) (الإنجليزية)
- كريس برييتو على موقع مشجعي الرسوم البيانية (الإنجليزية)